# مشناه توراة

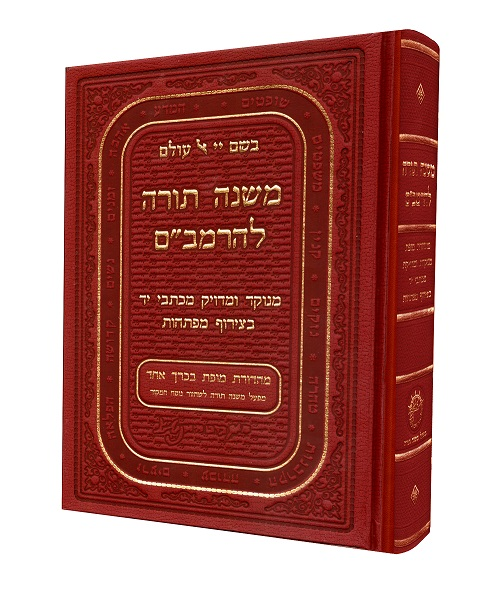

مشناه توراه هو مؤلف ديني ضخم كتبه الرابي موسى بن ميمون (رامبم). وهو أفضل ما كتبه الرابي موسى بن ميمون، وهو أحد المؤلفات الشاملة، والمرتبة والمؤثرة الخاصة بالشريعة بوجه خاص، والتوراة الشفهية بوجه عام، على مدار تاريخ الشعب اليهودي. وهذا العمل يمتاز بنظام صارم لم يكن ملحوظاً حتى وقت كتابته، والرابي موسى بن ميمون أوجد به نظام فهرسي حديث لكل الشريعة. وهذا المؤلف قاطع ولا يدع مجالاً للمناقشات، وأيضا لا يوجد به مصادر تشريعية للأحكام الظاهرة به، وهذا الواقع دفع عدد من تلاميذ الحكماء إلى تأليف مؤلفات روابط تدل حول المصادر الافتراضية التي استند إليها (رامبم) في أحكامه. بالإضافة إلى تلك المؤلفات كُتب بشأن هذا الكتاب مؤلفات تعليمية وتحقيقية عديدة، وهو يعد من أكثر كتب الشريعة التي حُقِّقَت، سواء بواسطة الحاخامات التقليديين أو بواسطة باحثين معاصرين.

## اسم الكتاب
أطلق الرابي موسى بن ميمون على كتابه اسم «مشناه توراة» وبحسب أقواله:«عندما يقرأ الشخص التوراة المكتوبة أولاً، ثم بعد ذلك يقرأ هذا، ويتعلم منه التوراة الشفهية كلها، فإنه لا يحتاج إلى قراءة كتاب آخر بينهما» (مقدمة مشناه توراه). وحكماء إسرائيل، خاصة الرابي افراهام بن دافيد، صدموا من الأسم الجرئ للكتاب والذي يوحي وكأنه توراة ثانية. فالرابي افراهام بن دافيد وجه انتقادات شديدة للكتاب، وبالأخص على أسم الكتاب. وزعم أن موسى ابن ميمون يتطلع إلى إلغاء كل الكتب السابقة. ولذلك السبب انتشر بشدة كتابه الذي اسم (يد حزقاه: اليد الشديدة) على اسم الأربعة عشر كتاباً الموجودة به، واسم المقولة الأخيرة في التوراة «وفي كل اليد الشديدة، وكل المخاوف العظيمة التي صنعها موسى أمام أعين جميع إسرائيل».

## كتابته
وحول كتابة الكتاب خلال تأليفه تفسير المشنا، بدأ موسى بن ميمون في كتابة كتاب الوصايا باللغة العربية، كمدخل ومشروع لـ«مشناه توراه». وقضى رامبم ما يقرب من عشر سنوات في تأليف «مشناه توراه»، من عام 1167 حتى عام 1177، وفي عام 1178 أضاف رامبم لمؤلفه الجزء الأخير لشرائع قدس الأقداس، الذي كان حينئذ بمثابة مؤلف مستقل، وكتب مقدمته. واستمرت عملية نسخ وتنقيح المؤلف لعدة سنوات، ووفقاً لإحدى المأثورات فإنها انتهت في شهر كيسلو 1180، ولكن طوال حياته لم يكف رامبم عن الإضافة والتعديل في كتابه (مقل شرحه للمشنا). ومع نشر الكتاب نسخ به مخطوطات يدوية وكثرت به التشويشات التي زادت مع طبعه، وذلك نتيجة تعديلات الحكماء وحذف الرقابة المسيحية. وهناك أجزاء بقيت به حتى يومنا هذا.

## المنهج البحثي (الميثودولوجيا)
في هذا الكتاب جمع ورتب الرابي موسى بن ميمون جميع شرائع التوراة الشفهية من جميع المصادر الخاصة بأدب الحكماء: المشنا، هتوسفتا (الإضافات)، التلمود ومدرشي الشريعة، بالعبرية المشنائية، بدقة ووضوح. وقام بحل المسائل التلمودية وخلافات الجاؤونيم، وعرض قرارته في الغالب بدون ذكر المذاهب الأخرى. وفي بعض المواضع يبدو أن فهمه للقضايا التلمودية وصيغتها كانت مختلفة عن ما هو مألوف اليوم (المستندة على شروح الرابي شلومو يتسحاقي وأصحاب الإضافات).وأساس تجديده يكمن في جمع الشرائع الغير موجودة في التلمود، بشكل مرتب وهادف، وفق تقسيم أولى (كتب) وثاني (شرائع)، استناداً على المنهج البحثي الخاص بالجاؤويم وبعضها أصلي. وفي هذا الكتاب جمع الرابي موسى بن ميمون تقريبا كل الشرائع التي كانت حتى عهده، بما في ذلك الوصايا التي لم تكن وثيقة الصلة بفترة غياب الهيكل وعدم عودة شعب إسرائيل إلى أرضه. وهذا خلافاً لمعظم كتب الشريعة، التي كتبت عن الشرائع المتبعة في زمن الشتات فقط («هذا الوقت»). وهذا العمل الكتابي العظيم طالب ليس فقط بمعلومات عن الكنوز التلمودية، بل في الأساس ادراك التام والقدرة على استيضاح الأساس بكلمات أدبية (مرات عديدة من خلال ترجمته الأرامية، لغة التلموديين).
وكما ذكرنا فإن الشرائع في مشناة توراة مرتبة وفق ترتيب منهجي، لكن مصدرها في أدب الحكماء متناثرة في مؤلفات عديدة. في مشناة توراة لم يكتب الرابي موسى بن ميمون مصادرتها، بل جلب شريعة مفصلة فقط.

### تكوين المؤلف
يتكون مؤلف مشناه توراة من مقدمة يتبعها أربعة عشر فصلاً (سفريم):
1.مقدمة الكتاب: التي تتضمن مقدمة المؤلف عن تسلسل التراث والحاجة إلى هذا الكتاب، قائمة وصايا أفعل ووصايا لا تفعل، وعناوين الفصول الأربعة عشر والشرائع الموجودة في كل واحد منها.
2.سيفر هميدع (فصل المعرفة): شرائع أسس التوراة، شرائع الفكر، شرائع الكتاتيب، الشرائع الأجنبية وقوانين الأجانب (الجوييم)، وشرائع التوبة.
3.سيفر أهفا (فصل الحب): شرائع صلاة سماع، شرائع الصلاة وبركة الكهنة، شرائع التفيلين والمزوزا وكتاب التوراة، وشرائع هتسيسيم، وشرائع السبت، وشرائع البركات، وشرائع الختان، وترتيبات الصلاة.
4.سيفر زمانين (فصل الأوقات): شرائع السبت، وشرائع عروفين، وشرائع شبيتات عشور، وشرائع شبيتات يوم توف، وشرائع طعام الفصح، وشرائع الشوفير وعيد المظال وسعف النخيل، وشرائع الفضة، وشرائع تقديس الشهر، وشرائع الصيام وشرائع المجيلاه والحانكاه.
5.سيفر نشيم (فصل النساء): شرائع الزواج، شرائع الطلاق، شرائع زواج الأرملة من شقيق زوجها، وتخلص المرأة من اللالتزام بالزواج، وشرائع الفتاة البكر، وشرائع الزانية.
6.سيفر قدوشا: (فصل القداسة): شرائع حظر الجماع، شرائع الطعام المحرم، شرائع الذبح.
7.سيفر هبلائة (فصل الدهشة): شرائع عيد الأسابيع، شرائع النذور، شرائع الرهبنة، شرائع التقدير والمصادرة.
8.سيفر زرعيم (فصل البذور): شرائع كلاييم (الحظر) شرائع العطايا للفقراء، شرائع التبرعات، شرائع ضرئبة العُشر، شرائع معشار شني، والنبتة الرابعة، وشرائع باكورة الثمار، وباقي عطايا الكهنة، وشرائع إراحة الأرض ويوبيل.
9.سيفر عفودا (فصل العمل): شرائع بيت الانتقاء، وشرائع الأدوات المقدسة والعاملين به، شرائع حضور الهيكل، وشرائع محظورات المذبح، وشارئع أعمال القرابين، وشرائع التمدين وموسفين، وشرائع عيوب القداسة، وشرائع عمل يوم الغفران، وشرائع الخيانة.
10.سيفر قربنوت (فصل القرابين): شرائع قربان الفصح، وشرائع الاحتفال، وشرائع باكورة الثمار، وشرائع الخطأ، وشرائع الكفارات، وشرائع البديل.
11.سيفر طهارة (فصل الطهارة): شرائع تدنيس الموتى، شرائع البقرة الحمراء، شرائع نجاسة الجذامة، شرائع مدنسات المنام والمجلس، شرائع باقي كبائر المدنسات، شرائع مدنسات الطعام، شرائع الأدوات، وشرائع برك الطهارة.
12.سيفر نيزاكيم (فصل الأضرار): شرائع أضرار الممتلكات، شرائع السرقة، شرائع الاختلاس والفقدان، شرائع التخريب والإضرار، شرائع القاتل وحماية النفس.
13.سيفر كنيان (فصل الملكية): شرائع البيع، شرائع الربح والهبة، شرائع الجيران، شرائع الشراكة، شرائع العمال.
14.سيفر مشبطيم (فصل القوانين): شرائع الإيجار، شرائع المسألة والوديعة، شرائع الدائن والمدين، شرائع المدعي والمدعى عليه، شرائع الميراث.
15.سيفر شوفتيم (فصل القضاة): شرائع السنهدرين والعقوبات المتعلقة بهم، شرائع الشهادة، شرائع العاصي، شرائع الحداد، شرائع الملوك والحروب.

## معارضة الكتاب
إلى جانب التحمس والابتهاج بهذا الكتاب، نجده قد لاقى كذلك معارضة شديدة. فور نشره انتفض ضده البعض بسبب أنه لم يذكر مصادره، كما هو مألوف. كما وجدنا نقداً من نوع آخر من قبل «مجادلي موسى بن ميمون»، وكان هذا النقد موجه في الأساس ضد كتابه الفلسفي «دليل الحائرين» ولكنه اشتمل أيضا «فصل المعرفة» (الفصل الأول من كتاب منشاه توراة).
وتمثلت ادعاءات المنتقدين فيما يلي:
- لم يشير الرابي موسى بن ميمون إلى مصدر الشرائع التي في الكتاب. حيث زعموا بأنه بدون معرفة المصدر، كيف يمكن تقبل أحكامك؟ وحقاً، فإن العديد من الشرائع الموجودة في الكتاب تستند إلى قرارات خاصة بالرابي موسى بن ميمون غير معلوم مصدرها: بدء من قضايا مهملة في التلمود الاورشليمي، وحتى أحكام مستندة إلى أقوال الجاؤونيم. جزء من المصادر التي كانت امامه فقدها، وفي أجزاء أخرى كان له نصوص تختلف عما كان يعرفه منتقديه (في الاساس في اشكناز وفرنسا).
- قدم الرابي موسى بن ميمون كتابه ككتاب احكام يشمل كل التوراة الشفهية- لخصها وجمعها كلها في كتاب واحد، ذلك حتى لا يتعلموا كثيراً كل التوراة الشفهية لا فقط كتابه (مثلما جاء بأعلى:«خلاصة القول، حتى لا يكون الإنسان مضطراً لكتاب آخر في العالم بل يكون هذا الكتاب مجملاً للتوارة الشفهية بأكملها... لذلك سميت هذا الكتاب مشناه توراة-عندما يقرأ الشخص التوراة المكتوبة أولاً، ثم بعد ذلك يقرأ هذا، ويتعلم منه التوراة الشفهية كلها، فإنه لا يحتاج إلى قراءة كتابت آخر بينهما»)ومن هنا جاء مشناة توراة. وهو قضى على اختلاف الآراء والنقاشات التي كانت تسبق إصدار الحكم، وبوجه عام لا يعلل لقراره. وحسب أقوال منتقديه فإن هذا الأسلوب من شأنه تضليل الجماهير، ويظهر كما لو أن رأيه هو الرأي الوحيد والملزم (ويبدو انه لذلك جادل الرابي موسى بن ميمون). وحتى لدى الطوائف التي قبلت بأحكام الرابي موسى بن ميمون بشكل منفرد، لم ينجح تعليم الكتاب في أن يغير من تعاملهم مع المشنا والتلمود.
- في جزء من الشتات الإسرائيلي انتشر أعراف وأحكام مختلفة، ولم يكونوا مستعدين للتنازل عنها. أيضا في أيام حياة الرابي موسى بن ميمون كتب الرابي افراهام بن دافيد سلسلة تحفظات على مشناة توراة، انتقد فيها بشدة الرابي موسى بن ميمون وذكر مواقف أخرى. ولكن مع ذلك في معظم المواضع كان متفقاً مع الرابي موسى بن ميمون.
- أثار أسلوب الرابي موسى بن ميمون غضباً جماً، خاصة من جانب الزعماء الذي لم يتقبلوا كفاءته الشخصية (رؤساء اليشيفوت في بابل وأرض فلسطين، والزعامة التقليدية لاتحاد الطوائف في مصر).

## مكانة مشناه توراة في تراث التعليم والأحكام
على الرغم من الانتقادات التي أثارها الكتاب إلا أنه أصبح كتاب الشريعة الأكثر وثوقاً (لدى يهود اليمن ويهود مصر وكذلك لدى عدد من الجاليات في أسبانيا كان هو كتاب الشريعة المنفرد). وكان منافسه الوحيد هو كتاب (شولحان عروخ) للرابي يوسف كاروا، الذي أعتمد على كتاب الرابي يعقوب بن أشر (الملقب ببعل هتوريم صاحب الأعمدة نسبة إلى كتابه أربعة توريم)، الذي عرض أحكام كل من الرابي موسى بن ميمون والرابي اسحاق الفاسي ورابينو اشر. وفي أي موضع شهد اختلافاً في الآراء تستند إلى الرأي الغالب بين الثلاثة. في «الشرائع المتبعة في أرض فلسطين» تُعد مشناة توراة كأول مصدر شرعي من الدرجة الأولى والوحيد تقريباً، لأنه لا يوجد تقريباً أي عمل آخر تناول ذلك.
ولكن مع قبول شولحان عاروخ ككتاب شريعة من الدرجة الأولى ، إلا ان نجم مشناه توراة لم يختفِ، وظل في محور النقاش التلمودي. وهو يشكل بشكل خاص تحد دائم حتى أمام المخضرمين من دارسي التلمود، خاصة أسلوب بريسك. وهؤلاء واصلوا –ومازالوا يواصلون-محاولة إسترجاع حداستهم بشأن قضايا التلمود المتناقضة (الحقيقية والمجازية) التي تمثل مصدر غير معيب لتحديث مصطلحات تشريعية. وفي القرن العشرين رأى الرابي أفراهام يتسحاق هكوهين كوك أنه من المهم أن تُضَمّ أحكام الرابي موسى بن ميمون وشولحان عاروخ في بنية التلمود في جانب الصفحات وعمل بذلك كثيراً أيضا. وفي وقت لاحق أُقيم لهذا الغرض معهد شريعة واضحة وتوضيح الشريعة. وفي مواضع عدة أضطر طلاب الحاخامات للوصول إلى مذكر يعتقد أن الرابي موسى بن ميمون تراجع عنها. والبحث العلمي يقبل بهذا الزعم فقط إذا كان يوجد به سند في المخطوطات اليدوية الخاصة بمشناه توراة، وفي مخطوطات تفسيره للمشنا، وفي إجاباته الشرعية وكتابات نجله –الرابي افراهام بن موسى بن ميمون.
في الجيل الأخير عدل الرابي ملوفبيتش «الرمبم اليومي» تعليم يومي في مشناه توراه. وهو حدد ثلاثة مسارات تعليم اختيارية ثلاثة فصول في اليوم، فصل واحد في اليوم، أو تقسيم يومي لكتاب الوصايا الخاص بالرابي موسى بن ميمون، وهو التعليم الموصى به للنساء.